# الجسر اليوغسلافي
الجسر اليوغسلافي هو جسر معلق فوق نهر دجلة في وسط مدينة العمارة في محافظة ميسان جنوب العراق، يربط الجسر شرق دجلة بغربها المتجه إلى طريق البصرة، سُمي الجسر اليوغسلافي لأن الشركة التي بنَته يوغسلافيّة.